# Attaque du 17 septembre 2021 à Torre-Pacheco
L'attaque du 17 septembre 2021 à Torre-Pacheco est un attentat terroriste islamiste survenu dans la commune de Torre-Pacheco, dans région de Murcie, en Espagne, où un individu a percuté avec son véhicule la terrasse d'un bar, causant la mort d'une personne et en blessant plusieurs autres.

## Déroulement
Le 17 septembre 2021, vers 14h30, un homme au volant d'une voiture a foncé sur la terrasse du "Honey's Bar" à Roldán, un quartier de Torre-Pacheco. Le véhicule a percuté plusieurs tables et chaises, provoquant la mort d'un client et blessant plusieurs autres personnes présentes. Après l'impact, le conducteur a été retrouvé avec des blessures par arme blanche, suggérant une possible tentative de suicide.

## Auteur
L'auteur de l'attaque a été identifié comme étant Abdellah Gmara, un homme de 28 ans, d'origine marocaine et naturalisé espagnol en 2020. Il était entré en Espagne à l'âge de 13 ans avec de faux papiers et avait vécu dans divers centres pour mineurs à Valence jusqu'à sa majorité avant de s'établir à Torre-Pacheco. Selon des médias espagnols, le conducteur aurait été retrouvé en possession d’une lettre comportant un message à caractère djihadiste. Il y a également dénoncé le fait que l’islam n’était pas respecté dans le centre de Mislata où il a été accueilli en tant que mineur non accompagné.
Les lettres manuscrites en espagnol laissées dans la voiture sont une succession de rancœurs et d’incohérences. “C’est un acte de terrorisme en raison de l’injustice que je subis depuis 14 ans”, commence une lettre. Il a ensuite dénoncé avec des noms et des prénoms trois moniteurs d’un centre pour mineurs de Valence, qu’il a accusés de ne pas respecter l’islam, de viols, de pédophilie et de commettre des meurtres par “télépathie”.
Il a également disculpé le propriétaire de la voiture, et laissé des phrases telles que “ils veulent que tout le monde soit gay”. La seule chose écrite en arabe : “Il n’y a pas d’autre dieu qu’Allah et Mohammed est son messager”.

## Victimes
L'attaque a entraîné la mort d'un homme de 46 ans, de nationalité vénézuélienne, qui déjeunait avec sa femme au moment des faits. De plus, Abdellah Gmara est aussi mort après avoir heurté un mur à la suite de l'attaque.
Plusieurs autres personnes ont été blessées, mais leurs identités et états de santé n'ont pas été détaillés publiquement.

## Enquête
À la suite de l'attaque, les autorités espagnoles ont ouvert une enquête pour déterminer les motivations de l'auteur. Le juge de l'Audience nationale, Alejandro Abascal, a décidé de traiter l'affaire comme un possible acte de terrorisme.
Cependant, la Guardia Civil n'exclut pas la possibilité d'un déséquilibre mental sur la base des incohérences présentes dans la note.
En décembre 2023, le gouvernement britannique a reconnu l'incident comme un acte terroriste, permettant aux victimes britanniques de demander une indemnisation.